# Хольм, Густав
Густав Фредерик Хольм (англ. Gustav Frederik Holm; 1849 — 1940) — датский мореплаватель, военно-морской офицер, исследователь Гренландии, этнограф, почётный доктор философии университета Копенгагена.

## Краткая биография
Получил военное образование, в 1870 году был произведён в лейтенанты, в 1885 году — в капитаны флота. В 1876 году участвовал в геологической экспедиции Кнуда Стинструпа в Юлианехоб, Гренландия, в 1881 году занимался гидрографированием в районе Гронска. С 1883 по 1885 год принимал участие в экспедиции в Аммассалик, занимавшейся исследованием восточного побережья Гренландии. Экспедиция обнаружила 5 новых фьордов и 11 неизвестных до того времени эскимосских селений, население которых составляло 431 человек и в которых была установлена датская власть. В очередной раз возвратился в Гренландию в 1894 году, занимался руководством миссионерской деятельностью среди эскимосов в районе Ангмассалика, пользовался среди них уважением. В 1899 году получил звание фригаттен-капитана, с 1899 по 1909 год возглавлял гидрографическое бюро Дании, с 1912 года был руководителем экспериментального бюро. Скончался менее чем за месяц до вторжения нацистов в Данию.
За свою деятельность по изучению Арктики был награждён медалями Парижского (1891) и Датского (1895) географических обществ. На основе проведённых им в Гренландии исследований опубликовал ряд научных трудов, в том числе «Den danske Konebaads-Expedition til Grønlands Østkyst 1883-85» (1889) и «Om de geografiske Forhold i dansk Østgrønland» (1889).